# プレムナスピロジエンオキシゲナーゼ
プレムナスピロジエンオキシゲナーゼ (Premnaspirodiene oxygenase, EC 1.14.13.121)は、酸化還元酵素の1つであり、系統名は、(-)-vetispiradiene,NADPH:oxygen 2alpha-oxidoreductaseである。この酵素は、以下の化学反応を触媒する。
(-)-ベチスピラジエン + 2 NADPH + 2 H+ + 2 O2 {\displaystyle \rightleftharpoons } ソラベチボン + 2 NADP+ + 3 H2O (反応全体)
(1a) (-)-ベチスピラジエン + NADPH + H+ + O2 {\displaystyle \rightleftharpoons } ソラベチボール + NADP+ + H2O
(1b) ソラベチボール + NADPH + H+ + O2 {\displaystyle \rightleftharpoons } ソラベチボン + NADP+ + 2 H2O
従って、反応物は、(-)-ベチスピラジエンとNADPHと水素イオンと酸素分子、生成物はソラベチボン、NADP+、水である。 
プレムナスピロジエンオキシゲナーゼは、ヘム-チオール酸タンパク質(P-450)である。